# Märkisch Luch
Märkisch Luch är en kommun i Landkreis Havelland i förbundslandet Brandenburg i Tyskland. Kommunen bildades den 31 december 2002 genom en sammanslagning av de tidigare kommunerna Barnewitz, Buschow, Garlitz och Möthlow. Kommunen ingår som en del av kommunalförbundet Amt Nennhausen, vars gemensamma administrativa säte ligger i Nennhausen.